# Torneo de Chennai 2016
El Aircel Chennai Open 2016 (Torneo de Chennai) fue un evento de tenis de la serie 250, se disputó en Chennai, India en el SDAT Tennis Stadium desde el 4 de enero hasta el 10 de enero de 2016.

## Cabeza de serie

### Individual masculino
| Tenista                | Ranking | Preclasificada |
| Stan Wawrinka          | 4       | 1              |
| Kevin Anderson         | 14      | 2              |
| Benoît Paire           | 19      | 3              |
| Roberto Bautista Agut  | 25      | 4              |
| Guillermo García-López | 27      | 5              |
| Gilles Müller          | 38      | 6              |
| Vasek Pospisil         | 39      | 7              |
| Borna Ćorić            | 44      | 8              |

- Ranking del 28 de diciembre de 2015

### Dobles masculino
| Tenista                        | Ranking | Preclasificada |
| Raven Klaasen Rajeev Ram       | 56      | 1              |
| Marcel Granollers Leander Paes | 80      | 2              |
| Olivier Marach Fabrice Martin  | 119     | 3              |
| Marcus Daniell Artem Sitak     | 119     | 4              |

## Campeones

### Individuales masculinos
Stanislas Wawrinka venció a  Borna Ćorić por 6-3, 7-5

### Dobles masculinos
Olivier Marach /  Fabrice Martin vencieron a  Austin Krajicek /  Benoît Paire por 6-3, 7-5